# Кентербері (Нью-Гемпшир)
Кентербері (англ. Canterbury) — місто (англ. town) в США, в окрузі Меррімак штату Нью-Гемпшир. Населення — 2389 осіб (2020).

## Демографія
Згідно з переписом 2010 року, у місті мешкали 2352 особи в 913 домогосподарствах у складі 692 родин. Було 1002 помешкання
Расовий склад населення:
| - 97,5 % — білих - 0,5 % — чорних або афроамериканців - 0,3 % — корінних американців - 0,3 % — азіатів - 0,1 % — вихідців з тихоокеанських островів |

До двох чи більше рас належало 1,0 %. Частка іспаномовних становила 1,7 % від усіх жителів.
За віковим діапазоном населення розподілялося таким чином: 20,9 % — особи молодші 18 років, 64,9 % — особи у віці 18—64 років, 14,2 % — особи у віці 65 років та старші. Медіана віку мешканця становила 46,9 року. На 100 осіб жіночої статі у місті припадало 97,8 чоловіків;  на 100 жінок у віці від 18 років та старших — 96,3 чоловіків також старших 18 років.
Середній дохід на одне домашнє господарство  становив 96 696 доларів США (медіана — 81 818), а середній дохід на одну сім'ю — 116 009 доларів (медіана — 97 375). Медіана доходів становила 56 974 долари для чоловіків та 44 097 доларів для жінок. За межею бідності перебувало 3,2 % осіб, у тому числі 0,3 % дітей у віці до 18 років та 1,0 % осіб у віці 65 років та старших.
Цивільне працевлаштоване населення становило 1360 осіб. Основні галузі зайнятості: освіта, охорона здоров'я та соціальна допомога — 27,4 %, роздрібна торгівля — 12,7 %, науковці, спеціалісти, менеджери — 12,4 %.